# البرنسيسة (مسرحية)
البرنسيسة، مسرحية كوميدية مصرية من بطولة فاروق الفيشاوي ، ليلى علوي ،  محمود الجندي ، سيد عزمي ، سمير فريد ، محمد متولي. عرضت سنة 1984 ، من إخراج الصياد (مخرج تليفزيوني) و السيد راضي (مخرج مسرحي).

## القصة
تدور أحداثها حول فتاة ترفض الزواج وتهجر العالم لتقوم برحلة في البحر وتقع في حب قبطان السفينة الرافض أيضًا للزواج ويقررا الزواج.

## عن المسرحية
نالت المسرحية إعجاب الجمهور، عرضت المسرحية من عام 1984.